# كأس آسيا للسيدات 2006
كأس الأمم الآسيوية لكرة القدم للسيدات 2006 (بالفيتنامية: Cúp bóng đá nữ châu Á 2006) هو موسم من كأس الأمم الآسيوية لكرة القدم للسيدات. أشرف على تنظيمه الاتحاد الآسيوي لكرة القدم، وكان عدد الأندية المشاركة فيه  9، وفاز فيه منتخب الصين الوطني لكرة القدم للنساء.